# Никола Негенцов
Никола Станчев Негенцов е български метеоролог.

## Биография
Роден е през 1888 г. в Габрово. Брат е на писателя Ран Босилек. Завършва Физико-математическия факултет в Одеса. По време на Първата световна война е офицер при Добро поле на Македонския фронт. Участва във Войнишкото въстание през 1918 г. В София работи като метеоролог. От 26 юни 1922 г. става първият аеролог в Дирекция по въздухоплаването. Той е създател и първи ръководител на „Служба за времето“. Тази длъжност заема до 18 юни 1940 г. Умира внезапно на 15 януари 1942 г., докато преглежда коректурите на три тома „Известие на въздушните сили“.
Личният му архив се съхранява във фонд 833К в Държавен архив – Габрово.